# نهائي كأس أوكرانيا 2013
نهائي كأس أوكرانيا 2013 هي المباراة النهائية من منافسة كأس أوكرانيا 2012–13، أقيمت المباراة في 2013، في مجمع ميتاليست أوبلاست الرياضي، بين فريقي نادي شاختار دونيتسك، وتشورنومورتس أوديسا، وفاز فيها نادي شاختار دونيتسك، بعد أن هزم تشورنومورتس أوديسا، بنتيجة 3 - 0، وحضر المباراة 40003 شخصاً.

## تفاصيل المباراة
لعبت المباراة النهائية في 2013.
| نادي شاختار دونيتسك | 3 -0 | تشورنومورتس أوديسا |
| ------------------- | ---- | ------------------ |
|                     |      |                    |